# Raudholmane (Fitjar)
Ne doit pas être confondu avec Raudholmane.
Raudholmane est une île dans le landskap Sunnhordland du comté de Vestland. Elle appartient administrativement à Fitjar.

## Géographie
Rocheuse et couverte d'arbres, à fleur d'eau, elle s'étend sur environ 182 m de longueur pour une largeur approximative de 90 m. 